# Nazionale maschile di rugby a 13 dell'Italia
La nazionale italiana di rugby a 13 rappresenta l'Italia nelle gare internazionali di Rugby League (anche noto come Rugby XIII o a 13), una delle due principali varianti professionistiche del rugby, radicalmente differenziatasi dal rugby a 15 nel corso degli anni. Benché assai meno nota di quella di rugby XV, una nazionale italiana di rugby XIII è esistita fin dagli anni cinquanta. È ufficialmente sotto la giurisdizione della Federazione Italiana Rugby League ed è affiliata alla Rugby League European Federation.

## Storia
Una selezione di giocatori italiani di rugby a 13, formata essenzialmente da giocatori della zona di Torino che si recarono in Inghilterra per giocare alcuni test match in quel Paese, esistette fin dai primi anni cinquanta.
A Cahors, in Francia, il 15 aprile 1951, si tenne il primo incontro di una squadra ufficialmente riconosciuta come “Italia”: contro i più attrezzati francesi, l'Italia perse con un onorevole 17-29; un anno più tardi i francesi restituirono la visita e allo stadio Comunale di Torino vinsero, seppure con uno scarto più ridotto, per 22-18.
Il decennio che seguì fu il periodo di massimo seguito per il rugby a 13 nell'Europa non britannica, cui seguì ben presto una rapida caduta d'interesse a favore del rugby a 15.
Neppure l'Italia fu esente da ciò, nonostante l'organizzazione di due test match ufficiali contro l'Australia nel 1960 (a Padova e Treviso, persi entrambi).
Da quel momento, e per più di trent'anni, il rugby XIII sostanzialmente sparì dal panorama sportivo italiano.
Furono proprio due rugbisti australiani di ascendenze italiane, Mick Pezzano e John Benigni, a cercare di ridar vita al rugby XIII in Italia negli anni novanta: i loro sforzi furono premiati quando, nel 1995, la nazionale italiana fu invitata al torneo World Sevens per quelli che furono i suoi primi incontri ufficiali dopo il 1960.
Da allora, l'Italia di rugby XIII ha disputato vari tornei ufficiali e a inviti; la nazionale è formata essenzialmente da giocatori australiani del Nuovo Galles del Sud con ascendenze italiane.
Nel 2008 e nel 2009 la nazionale italiana di rugby XIII ha partecipato al RLEF European Shield vincendolo, dopo aver battuto Germania e Rep. Ceca in entrambi i tornei.

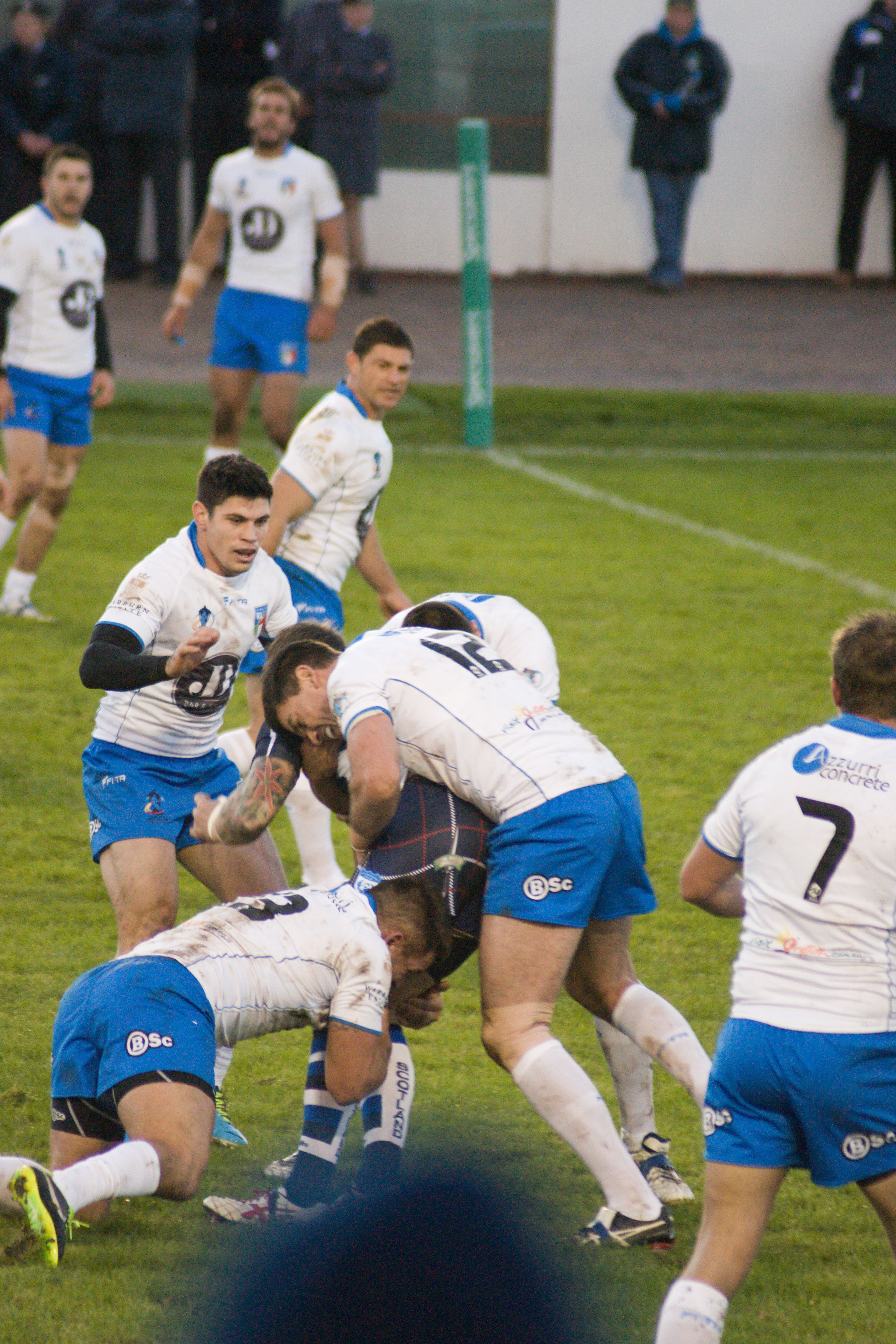
Azione di gioco contro la durante la Coppa del Mondo 2013

Nel 2009 la nazionale italiana di rugby XIII ha partecipato pure alla Coppa d'Europa, subendo pesanti sconfitte nel girone di qualificazione a 3 contro Scozia e Libano, ma vincendo la finale per il quinto posto contro la Serbia.
Nel 2010 la nazionale non ha partecipato a tornei ufficiali ma ha giocato 3 partite internazionali: 2 contro il Libano (una vittoria e una sconfitta), e ottenendo il 6 ottobre una notevole vittoria contro il Galles per 13-6.
Il 2013 è stato l'anno del debutto dell'Italia nella Coppa del Mondo di rugby a 13. Dopo la promettente vittoria 32-16 contro il Galles e il pareggio 30-30 contro la Scozia, la sconfitta 16-0 contro le Tonga nell'ultima partita della fase a gironi è costata l'accesso ai quarti di finale.
Nell'ottobre 2016 la nazionale italiana si è apprestata a disputare il torneo europeo di qualificazione alla Coppa del Mondo di rugby a 13 2017, vedendo debuttare tra le sue file l'internazionale Mirco Bergamasco proveniente dal rugby a 15 (89 caps con il XV azzurro). L'Italia, inserita nel gruppo A, ottiene una vittoria contro la Serbia e una successiva sconfitta contro il Galles che l'ha relegata al secondo posto, costringendola a uno spareggio vinto nettamente contro la Russia.
Il 10 giugno 2017 a Manta (CN), casa del Saluzzo North West Roosters, gli azzurri stabilscono il loro nuovo record di punteggio nell'amichevole casalinga contro la Spagna, conclusa 94-4. Alla Coppa del Mondo in Australia nel 2017, l'Italia viene sorteggiata in un girone a tre insieme a Figi e Stati Uniti; gli azzurri perdono la partita intergruppo contro l'Irlanda 36-12, nel secondo turno sconfiggono nettamente gli Stati Uniti 46-0 ma nell'ultima partita la capolista Figi si rivela troppo forte relegando l'Italia al secondo posto impedendole l'accesso ai quarti di finale.

## Palmarès
- European Shield: 2

2008, 2009